# Струве Василь Якович
Фрідріх Георг Вільгельм Стру́ве (рос. Струве, Василий Яковлевич, нім. Friedrich Georg Wilhelm Struve; 15 квітня 1793 — 23 листопада 1864) — німецький астроном і геодезист німецького походження, один із творців зоряної астрономії, член Петербурзької академії наук (з 1832 р.).

## Життєпис
Фрідріх Георг Вільгельм фон Струве народився в Альтоні (район м. Гамбурга в Німеччині) в родині директора місцевої гімназії, одержав філологічну освіту в Дерптському університеті (нині Тартуському університеті, Естонія).
У 1818—1839 роках — директор Дерптської університетської обсерваторії.
З 1833 р. найактивніший учасник спорудження Пулковської обсерваторії (біля Петербургу), відкритої 19 серпня 1839 року.
Став першим директором цієї обсерваторії. Завдяки його зусиллям її обладнали досконалими інструментами (у тому числі найбільшим на той час у світі рефрактором з 38-сантиметровим об'єктивом).
За особистої участі Струве провели градусний вимір дуги меридіану на величезній відстані від Північного Льодовитого океану до дельти Дунаю (Дуга Струве). У підсумку було отримано цінні матеріали для визначення форми й розмірів Землі.
Під керівництвом В. Я. Струве була визначена система астрономічних постійних, що одержала свого часу всесвітнє визнання й використовувалася протягом 50 років. За допомогою побудованого за його ідеєю пасажного інструмента Струве визначив постійну аберації світла.
В області зоряної астрономії відкрив реальне згущення зірок до центральних частин Галактики й обґрунтував висновок про існування й величину міжзоряного поглинання світла.
Склав два каталоги подвійних зірок (опубліковані — 1827, 1852).
Здійснив перше (1837) успішне вимірювання відстані до зірки (Веги в сузір'ї Ліри).
Був почесним членом багатьох іноземних академій і товариств.
1826 року був нагороджений Золотою медаллю королівського астрономічного товариства.
Помер у м. Санкт-Петербург, і похований на Пулковському кладовищі.